# Kamen Rider Fourze
Kamen Rider Fourze (仮面ライダーフォーゼ, Kamen Raidā Fōze) is een Japanse tokusatsuserie, die van 4 september 2011 tot 26 augustus 2012 werd uitgezonden op TV Asahi. Het is de 22e van de Kamen Rider-series geproduceerd door Toei Company.
De serie is bedoeld als jubileumserie ter viering van zowel het 40-jarig bestaan van de Kamen Rider-series als het 50-jarig bestaan van de ruimtevaart, welke begon met de ruimtereis van Joeri Gagarin in 1961.

## Productie
Fourze is geschreven door Kazuki Nakashima, die onder andere bekend is van zijn scripten voor Oh! Edo Rocket en Gurren Lagann. De personages zijn ontworpen door Kia Asamiya, die bekend is van zijn tekenwerk voor de manga’s Martian Successor Nadesico en Silent Möbius. Koichi Sakamoto is de regisseur van de serie.
In april 2011 liet Toei de naam Fourze vastleggen als handelsmerk. Net als bij de voorgaande twee series maakte de protagonist van deze serie zijn debuut in de jaarlijkse Kamen Rider-zomerfilm; 'Kamen Rider OOO Wonderful: The Shogun and the 21 Core Medals.

## Verhaal
De serie focust op Gentaro Kisaragi, een tweedejaars student aan de Amanogawa Gakuen High School (天ノ川学園高校, Amanogawa Gakuen Kōkō). Hij richt een Kamen Rider-club op om de geruchten over voorgaande Kamen Riders die in het gebied gezien zouden zijn te onderzoeken. Bij zijn club zit onder andere een jongeman genaamd Kengo Utahoshi, die in het bezig blijkt te zijn van vreemde schakelaar-achtige apparaten genaamd Astro Switches. Dankzij deze Astro Switches veranderd Gentaro in Kamen Rider Fourze. Vrijwel direct hierna wordt hij geconfronteerd met een mysterieuze man, die onder de studenten zogenaamde Zodiarts Switches uitdeelt. Deze zijn gelijk aan de Astro Switches, behalve dat zij mensen veranderen in monsters gebaseerd op de tekens van de sterrenbeelden.

## Personages

### Kamen Rider Fourze
Gentaro Kisaragi (如月 弦太朗, Kisaragi Gentarō): een tweede jaars uitwisselingsstudent aan de Amanogawa High School. Qua uiterlijk ziet hij er onverzorgd uit, maar qua persoonlijkheid is hij erg sociaal. Eenmaal op school wordt hij herenigd met zijn jeugdvriend Yuki Jojima en probeert  vrienden te worden met Kengo Utahoshi. Hij ontdekt een verlaten stuk van de campus waar een kluisje staat dat toegang geeft tot een maanbasis. Hier vindt Gentaro de Fourze Driver, gemaakt door Kengo’s vader, Rokuro Utahoshi,  waarmee hij kan veranderen in Kamen Rider Fourze.
Kamen Rider Fourze beschikt over 9 verschillende vormen, elk met andere vaardigheden. Deze worden ontsloten via de Astro-switches.

### Kamen Rider Meteor
Ryusei Sakuta (朔田 流星, Sakuta Ryūsei) is een student van de Subaruboshi High School, wiens vriend Jiro Iseki als gevolg van een Zodiacs switch in coma is geraakt. Sindsdien is Ryusei een eenling die zich heeft voorgenomen geen vriendschappen meer aan te gaan. Hij krijgt zijn Kamen Rider pak van de mysterieuze Tachibana, op voorwaarde dat hij zijn identiteit strikt geheim zou houden.
Kamen Rider Meteor lijkt in veel opzichten op Fourze, alleen is hij niet ontworpen door Rokuro Utahoshi maar door Kuniteru Emoto.

### Kamen Rider Club
De Kamen Rider Club is opgericht door Gentaro Kisaragi, en heeft tot doel geruchten over voorgaande Kamen Riders te onderzoeken. Hun hoofdkwartier is het restant van de Rabbit Hatch maanbasis die ooit toebehoorde aan de Outer Space Technology Organization, de organisatie achter Kamen Rider Fourze’s krachten.  Bekende leden zijn:
Kengo Utahoshi (歌星 賢吾, Utahoshi Kengo)een tweedejaars student en partner van Gentaro. Hij is zeer intelligent, maar heeft een zeldzame medische aandoening waardoor hij pijn ervaart als hij zich te veel inspant. Zijn vader was de maker van de Astro switch, maar daar Kengo’s aandoening het onmogelijk voor hem maakte om zelf Kamen Rider Fourze te worden, zag hij zich genoodzaakt de switch aan Gentaro te geven. Hij doet dienst als Gentaro’s adviseur.
Yuki Jojima (城島 ユウキ, Jōjima Yūki)een jeugdvriend van Gentaro. Ze is altijd opgewekt en geeft veel om haar vrienden en kennissen. Haar obsessie voor ruimtevaart maakt dat ze vaak als een nerd gezien wordt. Ze is een van de oprichters van de Kamen Rider club.
Miu Kazashiro (風城 美羽, Kazashiro Miu)een derdejaarsstudent uit een welgestelde familie. Ze is aanvoerder van het cheerleaderteam en verkozen tot koningin van de school. Derhalve wil ze alles weten wat op de school gaande is, en voelt ze zich superieur aan andere studenten. Ze wordt vrienden met Gentaro nadat hij haar helpt herverkozen te worden als koningin.
Kaizo Jingu (神宮 海蔵, Jingū Kaizō),een student die van vrijwel alles in de school op de hoogte is, en deze informatie doorspeelt aan zijn medestudenten in ruil voor wederdiensten. Hij is ook een lafaard die lastige situaties liever ontvlucht. Zijn droom is om rockster te worden. Hij gebruikt zijn kennis en connecties om de Zodiarts in de gaten te houden.
Shun Daimonji (大文字 隼, Daimonji Shun)de aanvoerder van het Americanfootballteam van de school. Hij heeft van zijn vader altijd geleerd zijn ondergeschikten als vuil te behandelen, en hoe hij ze kan manipuleren om te krijgen wat hij wil. Hij houdt zich afzijdig van alles wat hem of zijn familie mogelijk een slechte naam kan bezorgen. Door Gentaro gaat hij inzien dat toegeven aan de wil van zijn vader hem niet gelukkiger zal maken, en gaat hij zich meer openstellen voor anderen.

### Zodiarts
De Zodiarts (ゾディアーツ, Zodiātsu) zijn de antagonisten van de serie. Elk van de Zodiarts is vernoemd naar een sterrenbeeld uit de Westerse astrologie.
De Zodiarts ontstaan indien een Zodiarts Switch, een kwaadaardige tegenhanger van de Astro switch, door een persoon geactiveerd wordt. Het meesterbrein achter alles is een man genaamd Mituaki Gamou, die de switches onder de studenten verdeeld. Een Zodiart switch kan alleen door iemand met negatieve intenties worden geactiveerd, en nooit ten goede worden gebruikt.

## Afleveringen
1. The  Youth Trans-Forms
2. Bring It On Cosmos!
3. Queen E-Lec-Tion
4. Trans-Formation Se-Cret
5. Friend-Ship Two-Faced
6. Blitz-Krieg Only Way
7. The King, The Jerk
8. Iron Knight's Coop-Eration
9. The Witch Awa-Kens
10. Moon-Light Rum-Ble
11. Dis-Appearing Moon-Door
12. Mis-Sion Ken's Life
13. School Re-Jec-Tion
14. Sting-Er At-Tack
15. Holy Night Cho-Rus
16. Right-Wrong Con-Flict
17. Me-Teor Ar-Rival
18. Gen/Ryu Show-Down
19. Steel Dragon, No Equal
20. Excel-Lent Magne-Tism
21. Gui-Dance Mis-Counseling
22. True Self Rejec-Tion
23. The Swan Un-Ion
24. Hero-Ic De-Sire
25. Grad-Uation Trou-Bles
26. Per-Fect Round Dance
27. Trans-Formation De-Nied
28. Star-Storm Come-Back
29. Jun-Ior Sil-Ence
30. Sen-Ior Futil-Ity
31. Plei-Ades King-Dom
32. Super Cos-Mic Sword
33. Old City May-Hem
34. Sky Hole Offense/Defense
35. Mon-Ster Broad-Cast
36. Seri-Ous Last Song
37. Star Group Selec-Tion
38. Win-Ner Deci-Sion
39. Cam-Pus Ordi-Nance
40. I-Dea Pas-Sion
41. The Club Col-Lapses
42. Sagi-Tarius Con-Trols
43. Gem-Ini Light/Shade
44. Star Fate Cere-Mony
45. Li-Bra De-Fects
46. Supe-Rior Sagit-Tarius
47. Close Friends Sepa-Rated
48. Youth-Ful Gal-Axy

## Films
- Het personage Kamen Rider Fourze maakte zijn debuut met een cameo in de film Kamen Rider OOO Wonderful: The Shogun and the 21 Core Medals.
- Kamen Rider × Kamen Rider Fourze & OOO: Movie War Mega Max: een crossover film met Kamen Rider OOO.
- Kamen Rider × Super Sentai: Super Hero Taisen (仮面ライダー×スーパー戦隊　スーパーヒーロー大戦, Kamen Raidā × Sūpā Sentai: Sūpā Hīrō Taisen): Een cross-over tussen de Kamen Rider-series en de Super Sentai-series, waarin de cast van Kamen Rider Fourze ook een rol speelt.
- Kamen Rider Fourze the Movie: Space, Here We Come! (仮面ライダーフォーゼ　ＴＨＥ　ＭＯＶＩＥ　みんなで宇宙キターッ！, Kamen Raidā Fōze Za Mūbī Minna de Uchū kitā!): de primaire film van Kamen Rider Fourze.
- Kamen Rider × Kamen Rider Wizard & Fourze: Movie War Ultimatum (仮面ライダー×仮面ライダー ウィザード&フォーゼ MOVIE大戦アルティメイタム, Kamen Raidā × Kamen Raidā Wizādo Ando Fōze Mūbī Taisen Arutimeitamu): werd in december 2012 uitgebracht. Speelt 5 jaar na de gebeurtenissen uit de serie.

## Rolverdeling
- Gentaro Kisaragi (如月 弦太朗, Kisaragi Gentarō): Sota Fukushi (福士 蒼汰, Fukushi Sōta)
- Kengo Utahoshi (歌星 賢吾, Utahoshi Kengo): Ryuki Takahashi (高橋 龍輝, Takahashi Ryūki)
- Yuki Jojima (城島 ユウキ, Jōjima Yūki): Fumika Shimizu (清水 富美加, Shimizu Fumika)
- Miu Kazashiro (風城 美羽, Kazashiro Miu): Rikako Sakata (坂田 梨香子, Sakata Rikako)
- Shun Daimonji (大文字 隼, Daimonji Shun): Justin Tomimori (冨森 ジャスティン, Tomimori Jasutin)
- Tomoko Nozama (野座間 友子, Nozama Tomoko): Shiho (志保)
- JK (ＪＫ（ジェイク）, Jeiku): Shion Tsuchiya (土屋 シオン, Tsuchiya Shion)
- Sarina Sonoda (園田 紗里奈, Sonoda Sarina): Yuka Konan (虎南 有香, Konan Yuka)
- Chuta Ohsugi (大杉 忠太, Ōsugi Chūta): Takushi Tanaka (田中 卓志, Tanaka Takushi)
- Red-Eyed Man (赤い目の男, Akai Me no Otoko): Shingo Tsurumi (鶴見 辰吾, Tsurumi Shingo)
- Narration (ナレーション, Narēshon): Nobuyuki Hiyama (檜山 修之, Hiyama Nobuyuki)